# Praga E-51
Praga E-51 – czechosłowacki samolot rozpoznawczy z okresu II wojny światowej.

## Historia
W 1936 roku inż. Jaroslava Šlechte z zakładów lotniczych ČKD-Praga z Pragi opracował projekt dwusilnikowego samolotu rozpoznawczego w nietypowym układzie dwubelkowym z centralną gondolą kadłubową. 
Prace nad tym projektem trwały jednak aż do 1938 roku w czasie których znacznie zmodyfikowano projekt poprawiając jego właściwości aerodynamiczne oraz zmienioną kształt gondoli kadłubowej. W gondoli kadłubowej w przedniej części umieszczono stanowisko obserwatora, który obsługiwał aparaty filmowe, za nim w osobnej kabinie znajdował się pilot a następnie stanowisko strzelca pokładowego. 
Obserwator mógł w czasie jednego zejści fotografować trzy równoległe pasy terenu, które częściowo się pokrywały.
Tak opracowany prototyp oznaczony jako Praga E-51 został oblatany w dniu 26 maja 1938 roku. Próby w locie wykazały jednak sporo braków, dlatego też podjęto dalsze prace nad prototypem. Jednak w związku z zajęciem Czechosłowacji przez Niemcy prototyp został przez nich przejęty,  a następnie przekazany do wytwórni lotniczej Klemm w Böblingen do prac studyjnych. 
Pomimo że był to dobry samolot ostatecznie zbudowano zaledwie prototyp tego samolotu, gdyż Niemcy nie podjęli jego produkcji.  

## Użycie w lotnictwie
Prototyp samolot Praga E-51 był używany tylko do prób, początkowo w lotnictwie czechosłowackim, a następnie niemieckim. 

## Opis konstrukcji
Samolot Praga E-51 był dwusilnikowy średniopłat w układzie dwukadłubowym z centralną gondolą kadłubową. Konstrukcja mieszana metalowo-drewniana z pokryciem głównie sklejkowym i płóciennym. Kabiny załogi zakryte. 
Usterzenie wolnonośne z podwójnymi statecznikami pionowymi. 
Podwozie trójkołowe z kółkiem ogonowym – stałe. Wszystkie koła osłonięte owiewkami.  
Napęd: 2 silniki rzędowe zamontowane w gondolach pod skrzydłami, śmigła trójłopatowem metalowe